# Пежини (Лодзинське воєводство)
Пежини (пол. Perzyny) — село в Польщі, у гміні Вельґомлини Радомщанського повіту Лодзинського воєводства.
Населення — 121 особа (2011).
У 1975-1998 роках село належало до Пйотрковського воєводства.

## Демографія
Демографічна структура станом на 31 березня 2011 року:
|          | Загалом | Допрацездатний вік | Працездатний вік | Постпрацездатний вік |
| -------- | ------- | ------------------ | ---------------- | -------------------- |
| Чоловіки | 65      | 16                 | 41               | 8                    |
| Жінки    | 56      | 11                 | 30               | 15                   |
| Разом    | 121     | 27                 | 71               | 23                   |